# Simplon (Namibia)
Koordinaten: 26° 49′ 30″ S, 17° 20′ 57,5″ O

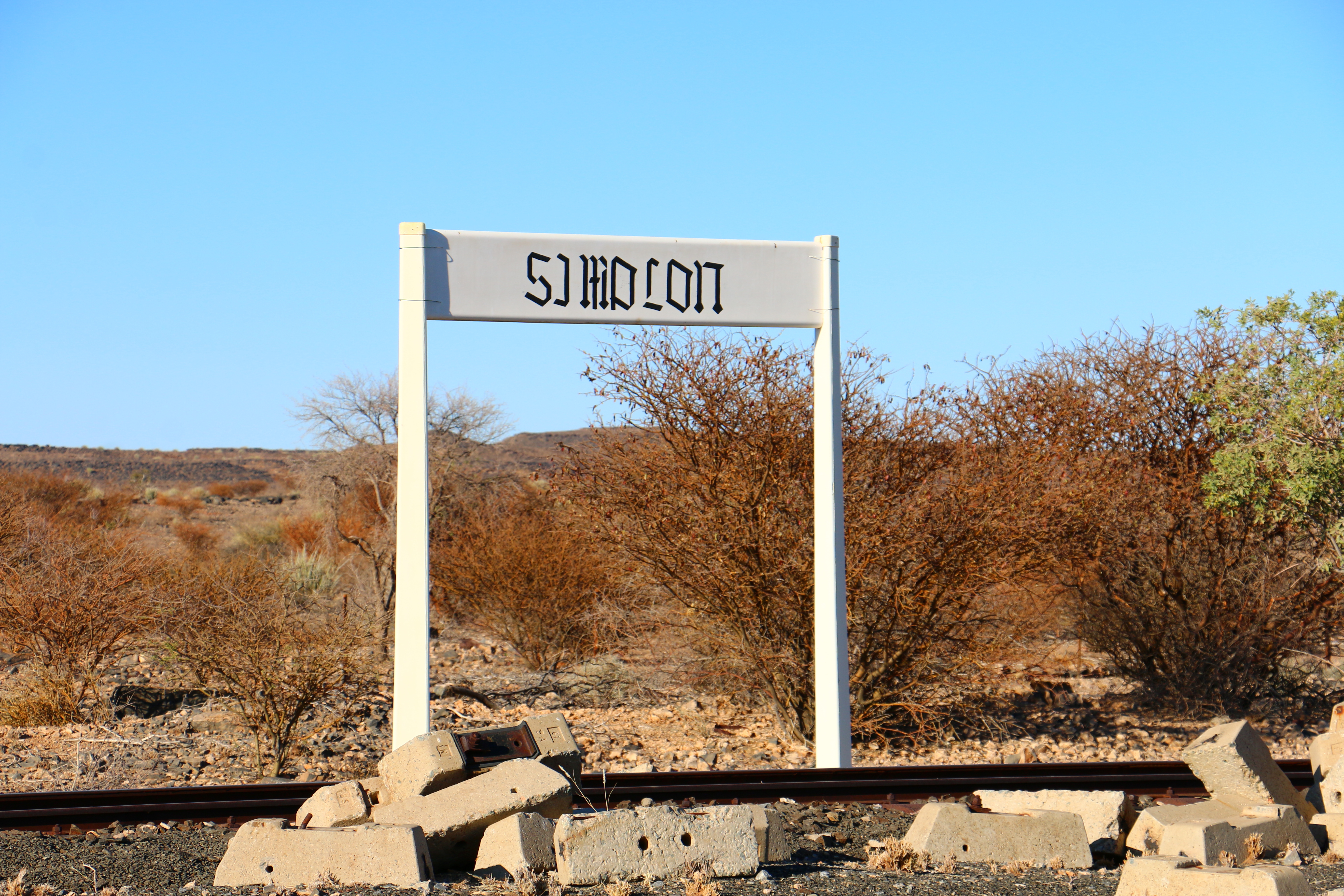
Schild an der ehemaligen Bahnstation

Simplon ist eine Farm im südlichen Namibia am Rande der Namib, die 13 km östlich der Ortschaft Goageb liegt. Ein Teil des Farmgeländes ist heute mit der Nachbarfarm Sandverhaar zusammengeschlossen.

## Geografie
Simplon liegt südlich der von Keetmanshoop via Seeheim und Aus nach Lüderitz führenden Nationalstraße B4 an der Abzweigung der Distriktstraße D462.
So wie weite Teile Südnamibias hat Simplon arides Klima mit nur wenig Niederschlag. Die Hauptregenzeit ist im Sommer von November bis März. Ausnahmsweise kann Simplon im Zusammenhang mit einem starken Tiefdrucksystem über dem Kap auch Winterregen bekommen. Das Gurieb-Rivier, das auf dem Schwarzrand auf der Breite von Bethanie entspringt, durchfließt die Farm Simplon von Norden gegen Süden. Der Fluss mündet später in den Konkiep. Unter dem Flussbett befinden sich Grundwasserbecken, die Bäumen mit tiefen Wurzeln das Überleben auch in der Trockenzeit ermöglichen. Entlang des Flussbetts schlängelt sich ein Akazienwald, der vielen Tieren Nahrung bietet.

## Geschichte

### Die Farm-Gründer
Georg Köttker kaufte das Grundstück nach 1907 von der deutschen Schutzgebietsverwaltung Südwestafrikas und nannte die neu gegründete Farm Simplon, weil seine Frau, Frida Köttker-Müller, Schweizerin war. Der 1905 fertiggestellte und 1906 eingeweihte Simplontunnel war zu jener Zeit als längster Tunnel der Welt sehr bekannt, und so bekam die Farm ihren Namen in Bezug auf den Simplontunnel und den Simplonpass. Georg Köttker starb am 8. Juli 1959 und Frieda Köttker starb am 3. Juni 1963. Die beiden Gräber sind auf dem Friedhof von Lüderitz bis heute (2017) erhalten.

### Alte Kalköfen

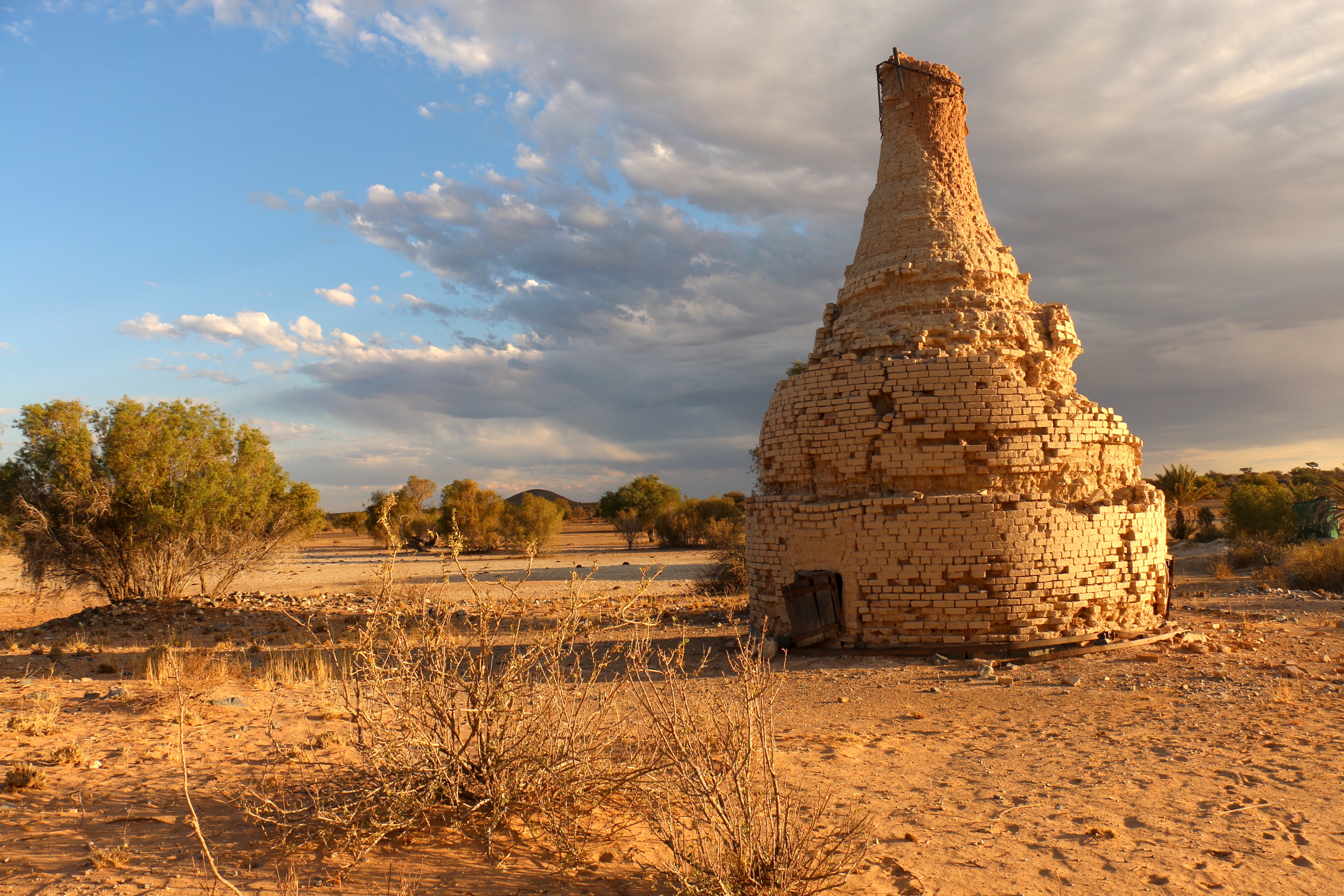
Alter Kalkofen auf der Farm Sandverhaar-Simplon, Namibia (2017)

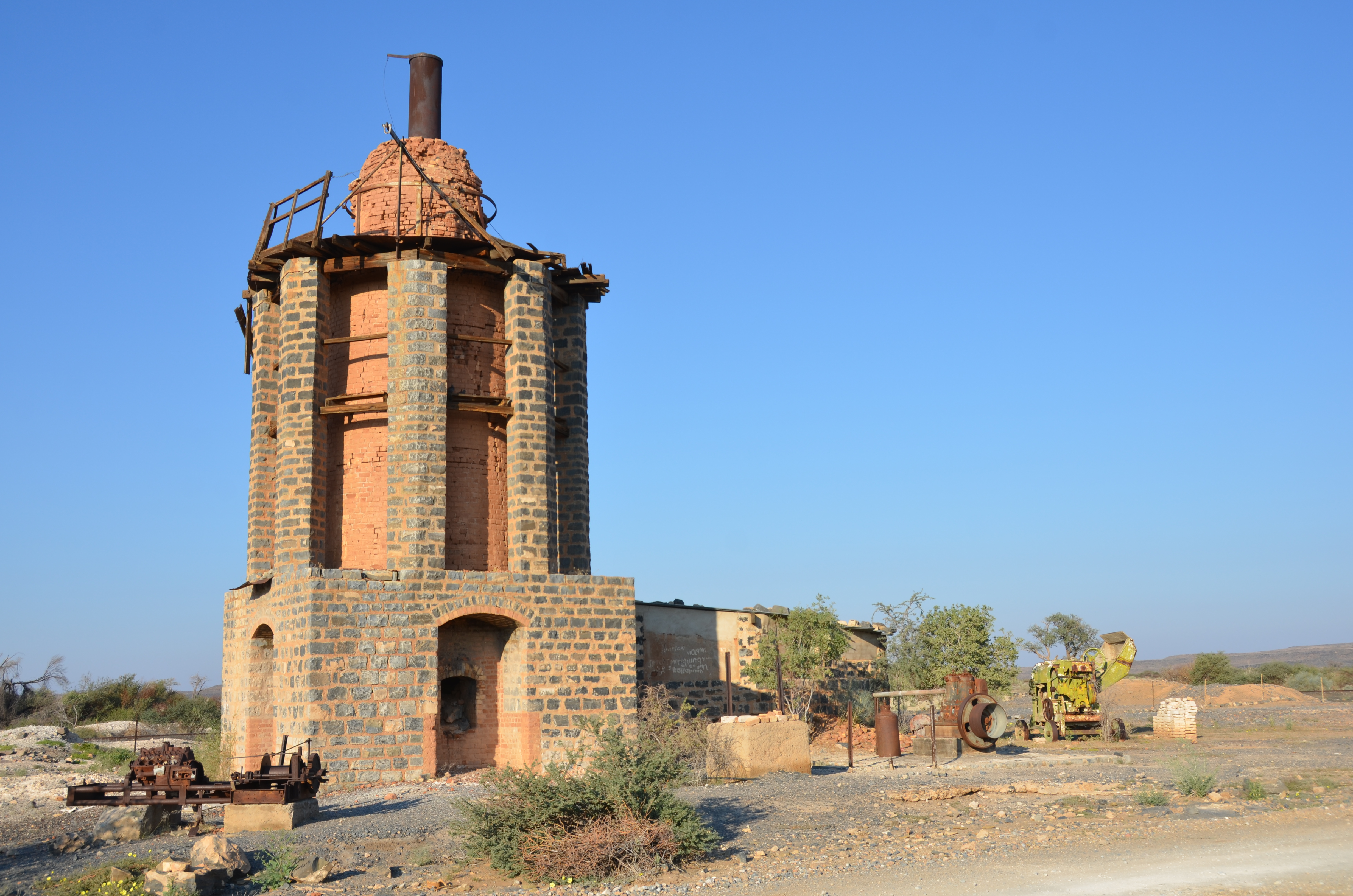
Kalkofen von 1906

Auf der Farm Simplon und auf der benachbarten Farm Sandverhaar wurde lange Zeit Kalk gebrannt. Der Kalkofen auf Sandverhaar wurde vor 1900 gebaut. Der jüngere Kalkofen, der sich an der Bahnstrecke Lüderitz–Seeheim befindet, wurde 1906 gebaut und war bis 1972 in Betrieb. Der gebrannte Kalk wurde erst mit Ochsenwagen und später im Zug von Simplon nach Lüderitzbucht oder Keetmanshoop transportiert. Viele der Mauern der verlassenen Stadt Kolmanskuppe dürften mit dem Zement aus Simplon gebaut worden sein. Ein undatierter Zeitungsausschnitt von wahrscheinlich 1910 zeigt, wie Georg Köttker Kalk und Kameldornholz von Sandverhaar verkauft.
Um Kalk zu brennen, brauchte man Kalkstein und Holz. Beides war in Simplon und Sandverhaar reichlich vorhanden. Weite Teile der beiden Farmen stehen auf Kalksteingrund. Kameldornbaumholz, das einen sehr hohen Brennwert hat, konnte man entlang des Gurieb-Flusses ernten. Noch heute findet man entlang des Flussbettes viele, über hundert Jahre alte Strünke von Bäumen, deren Holz für das Brennen von Kalk genutzt worden war. Bei den beiden Kalköfen dürfte es sich um die ältesten Öfen Namibias handeln.

### Verkehr

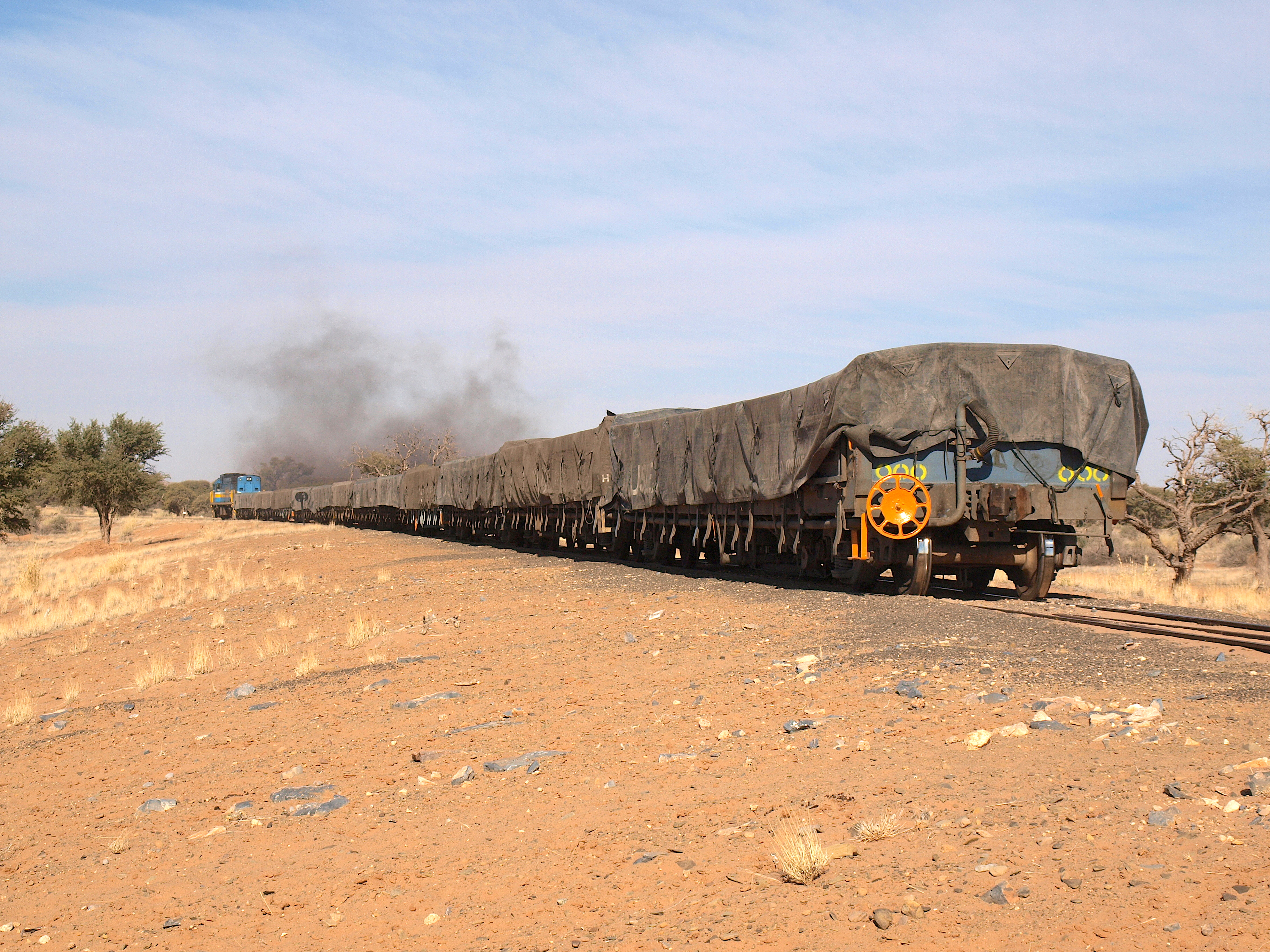
Zugdurchfahrt in Simplon Richtung Sandverhaar

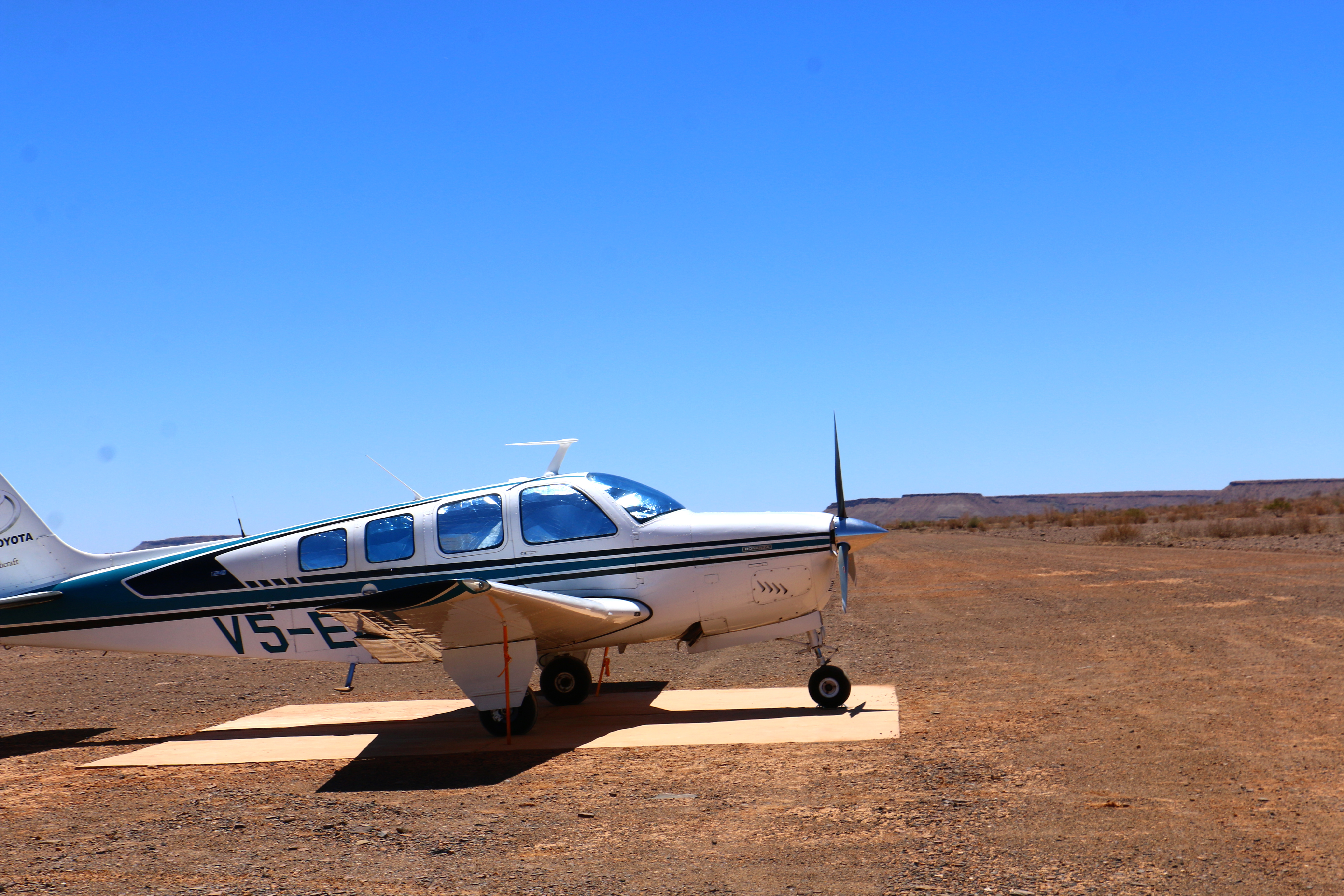
Flugfeld auf dem Gelände der Simplon-Farm (2016)

In den Jahren 1906 und 1907 wurde durch das Farmgelände die Bahnstrecke Lüderitz–Seeheim gebaut. Bei der Farm Simplon wurde allerdings erst nach 1914 eine Bahnstation errichtet, an der auch Vieh und Kalk verladen wurden. Die Bahnstation ist außer Betrieb.
Die Naturstraße und der frühere Ochsenwagen-Weg führten teilweise parallel zur Eisenbahn von Osten nach Westen durch die Farm. Bei den Farmgebäuden und der Bahnstation Simplon waren eine Autogarage und eine Tankstelle in Betrieb. Letztere wurde vom heutigen Farmbesitzer als geschichtliches Relikt wieder aufgebaut. Später wurde die von den Farmgebäuden und der Bahnstation um 2 km nach Norden verlegte Nationalstraße B4 asphaltiert. Hier, an der nordwestlichen Ecke der Farm, befindet sich die Abzweigung der D462.
Bis 1972 unterhielt der damalige Farmer auf Simplon ein Flugfeld mit drei gekreuzten Pisten. Das Flugfeld war auf der internationalen Flugkarte eingetragen und mit „abandoned“ (deutsch verlassen) bezeichnet. Die Landebahn war auch im Airfields Directory for Southern Africa bis 2014 aufgeführt. Die Piste ist auf Google Earth  bis heute gut ersichtlich. Am Montag, den 20. März 1972 verunglückte der 43-jährige Farmer mit seiner Cessna C182 34 km östlich von Lüderitz. Er, seine Frau und ein befreundetes Ehepaar starben. Seither wurde die Piste auf Simplon nicht mehr genutzt; und seit diesem Tag steht auch der Kalkofen bei der Bahnstation still.

### Heliographenstation
Während der Deutschen Kolonialzeit betrieben die Schutztruppen auf dem Gelände der heutigen Farm Sandverhaar-Simplon auf einer Anhöhe des Schwarzrandes eine Heliographenstation. Noch heute sind die Ruinen der Mauern der Station  zu sehen. Unter anderem konnten von hier Telegramme zur benachbarten, über 100 km entfernten Heliographenstation auf dem 1231 Meter hohen Spiegelberg, der seinen Namen wegen der dort betriebenen Heliographenstation trägt, übertragen werden.

## Gegenwart

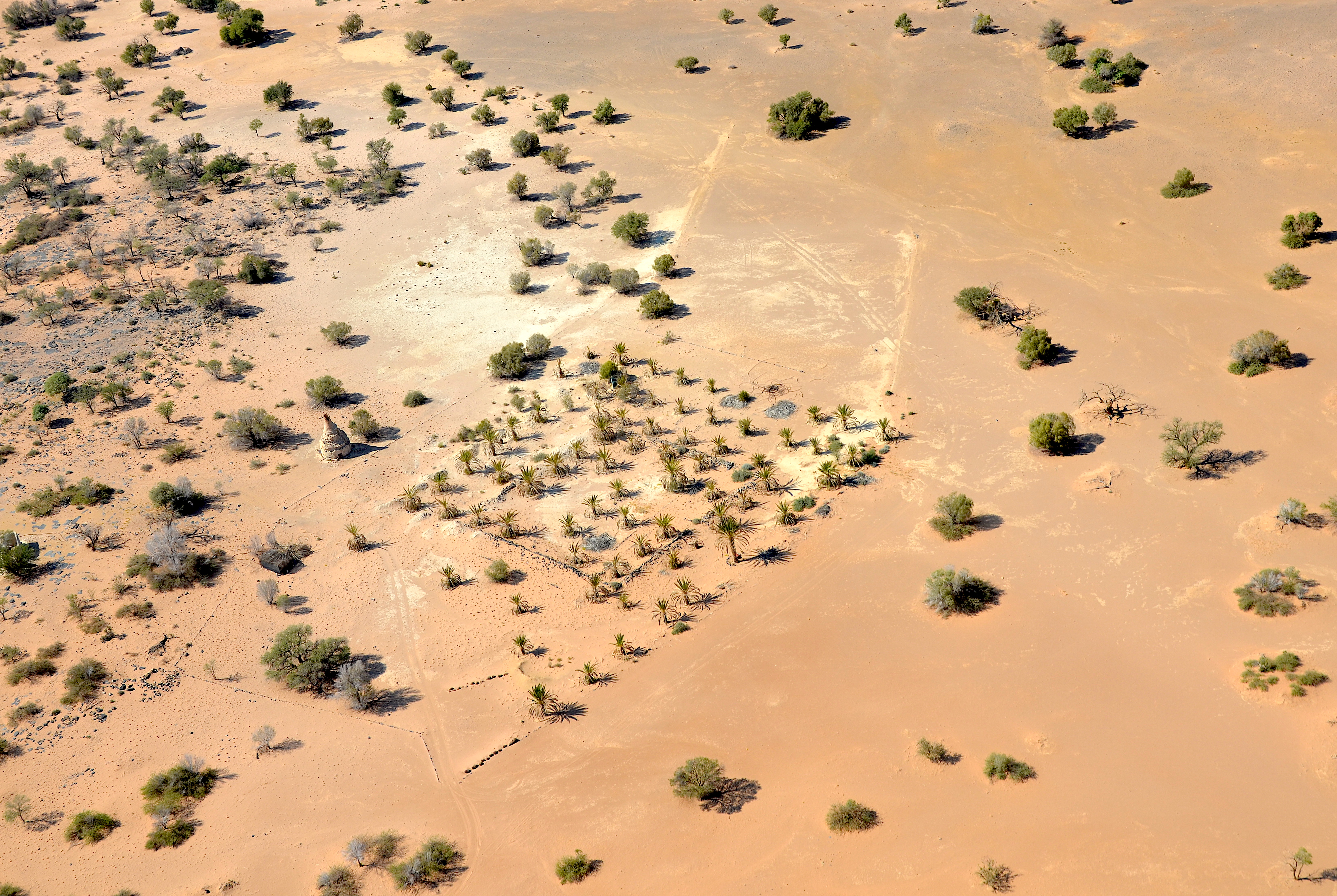
Kalkofen neben Palmenhain

In der Simplon-Farm steht heute eine Lodge mit dem bezeichnenden Namen Alte Kalköfen Lodge.
Seit 2010 gibt es ein neues Flugfeld, das 2 km östlich von den Farmgebäuden und der heutigen Lodge liegt.
Die ehemalige Garage wurde zum Wohnhaus umgebaut. In der Simplon-Farm befindet sich das umfangreichste Lithoparium Namibias.
Die TransNamib-Bahngesellschaft plant, die Gleise durch die Farm in naher Zukunft zu erneuern, weil die bisherigen Gleise nur noch eine Höchstgeschwindigkeit von 20 km/h zulassen.
Inmitten des Lodge Geländes steht eine kleine restaurierte Kapelle, in der heute auch Trauungen stattfinden. Bis zu 80 Gäste können verköstigt werden und für 24 Personen gibt es Übernachtungsmöglichkeiten.

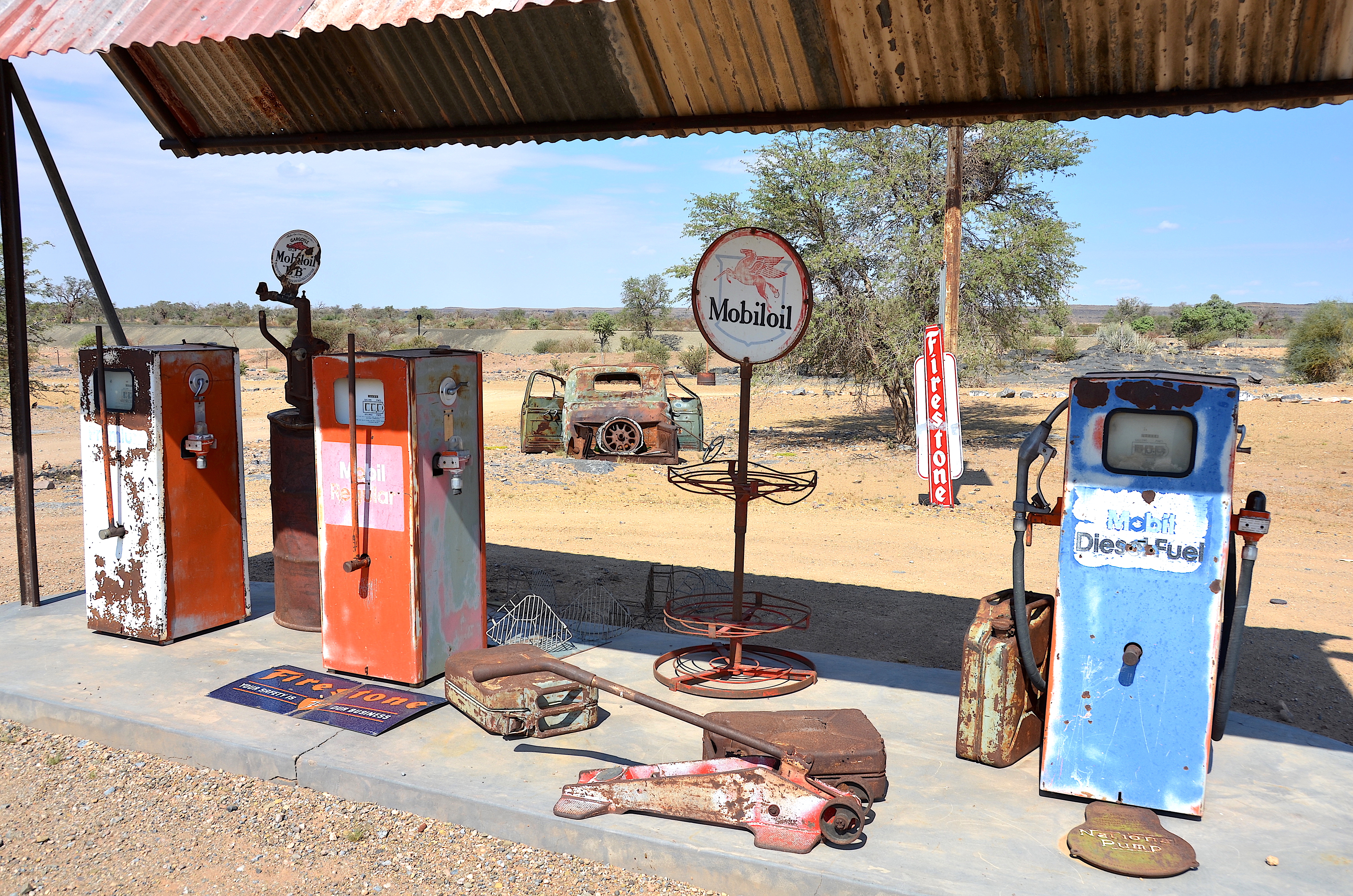
Alte Tankstelle in Simplon (2017)